# Andreas Estner
Andreas Estner (Warngau, 3 juli 2000) is een Duits autocoureur.

## Carrière
Estner begon zijn autosportcarrière in het karting in 2013. In 2015 werd hij hierin tweede in de Junior-klasse van de Duitse Rotax Max Challenge. In 2016 maakte hij de overstap naar het formuleracing en maakte zijn Formule 4-debuut in het ADAC Formule 4-kampioenschap bij het team RS Competition. Hij kende een moeilijk debuutseizoen, waarin slechts twee zeventiende plaatsen tijdens races op de Sachsenring en de seizoensfinale op de Hockenheimring zijn beste raceklasseringen waren. Hij eindigde puntloos op plaats 41 in het kampioenschap.
In 2017 stapte Estner binnen de ADAC Formule 4 over naar het team Neuhauser Racing. Hier werden zijn resultaten wat beter, met drie vierde plaatsen op de Lausitzring en de Nürburgring (tweemaal) als beste resultaten. Mede hierdoor werd hij zeventiende in het eindklassement met 33 punten. Hiernaast kwam hij ook uit als gastcoureur in het Italiaanse Formue 4-kampioenschap tijdens het raceweekend op het Autodromo Vallelunga bij het team ADM Motorsport, waarin hij als twaalfde en twintigste finishte, maar in de derde race uitviel. Ook schreef hij zich in voor de seizoensfinale van de Formule Renault 2.0 NEC op de Hockenheimring voor het team Anders Motorsport, maar startte hij niet in de races.
In 2018 reed Estner een derde seizoen in de ADAC Formule 4 voor Neuhauser Racing, waar hij samen met zijn jongere broer Sebastian een team vormde. Hij eindigde tweemaal als vijfde op de Motorsport Arena Oschersleben en de Laustizring, maar net als zijn broer reed hij niet in de laatste twee raceweekenden van het kampioenschap. Met 28 punten eindigde hij als veertiende in het klassement. Wel reden beide broers in de seizoensfinale van de Italiaanse Formule 4 voor Van Amersfoort Racing op het Circuit Mugello, waarin Andreas een podiumplaats behaalde in de eerste race.
In het winterseizoen van 2018-2019 nam Estner deel aan de Aziatische MRF Challenge. Hij won twee races op het Dubai Autodrome en het Bahrain International Circuit. Met 181 punten werd hij vierde in de eindstand. Aansluitend maakte hij zijn Formule 3-debuut in het nieuwe FIA Formule 3-kampioenschap bij het team Jenzer Motorsport.